# Armin Hodžić
Armin Hodžić (nar. 17. listopadu 1994 Sarajevo) je bosenský fotbalový útočník a někdejší reprezentant. Od ledna 2025 hraje za český druholigový SK Líšeň.
Začínal v domovském Željezničaru, roku 2011 vstoupil do akademie FC Liverpool. Čtyři roky strávil v Dinamu Záhřeb a další čtyři v maďarském Fehérváru. V dalších letech vystřídal řadu dalších zahraničních angažmá, v lednu 2025 nastoupil jako jedna z posil do brněnského SK Líšeň. 